# جزیره اسلیو
جزیره اسلیو (به لاتین: Slave Island) یک منطقهٔ مسکونی در سری‌لانکا است که در ناحیه کلمبو واقع شده‌است.